# Benvinguts al paradís
Benvinguts al paradís (original:Come See the Paradise) és una pel·lícula estatunidenca dirigida per Alan Parker, nominada a la Palma d'Or al Festival Internacional de Cinema de Canes.. Aquesta pel·lícula ha estat doblada al català.

## Argument
Jack, un jove sindicalista estatunidenc es casa amb una jove japonesa, Lily, que ha conegut als Estats Units. Després de l'atac japonès a Pearl Harbor, el seu país entra en la Segona Guerra Mundial, per la qual cosa comença a sentir-se un cert rebuig social cap als nipons, que algunes vegades arriba a la violència de carrer. El govern decideix internar els japonesos en camps de concentració. Lily acompanya els seus pares, per la qual cosa es veu obligada a abandonar temporalment Jack. Ell, per la seva part, ha d'enfrontar-se als seus propis amics per poder continuar amb el seu matrimoni. Aquesta serà una dura prova per als dos, però intentaran salvar la seva unió per sobre de les circumstàncies històriques.

## Producció
Alan Parker, director britànic, amb títols d'èxit com L'Exprés de Mitjanit, Birdy, Fama o The Commitments, sol treballar als Estats Units, llevat d'alguns films de baix pressupost que roda al seu país natal. Benvinguts al paradís va ser una gran superproducció de Hollywood basada en fets reals, amb la qual el realitzador llança un sòlid al·legat contra el racisme. Dennis Quaid es trobava en el millor moment de la seva carrera després del triomf de títols com Great Balls of Fire!, tot i que aquest paper li va permetre donar un gir en la seva carrera cap a papers més compromesos. Realitza una excel·lent actuació com un marit en part decebut pels seus compatriotes.

## Repartiment
- Dennis Quaid: Jack McGurn
- Tamlyn Tomita: Lily Yuriko Kawamura / McGann
- Sab Shimono: Hiroshi Kawamura
- Shizuko Hoshi: Mrs. Kawamura
- Stan Egi: Charlie Kawamura
- Ronald Yamamoto: Harry Kawamura
- Akemi Nishino: Dulcie Kawamura
- Naomi Nakano: Joyce Kawamura
- Brady Tsurutani: Frankie Kawamura
- Elizabeth Gilliam: Mini McGann, de jove
- Shyree Mezick: Mini McGann, de mitjana edat
- Caroline Junko King: Mini McGann, de gran
- Pruitt Taylor Vince: Augie Farrell
- Colm Meaney: Gerry McGurn
- Becky Ann Baker: Marge McGurn